# Улятуй
Уля́туй — село в Оловяннинском районе Забайкальского края. Административный центр сельского поселения «Улятуйское».

## География
Расположено на реке Улятуй (правый приток Онона), в 69 км к северо-востоку от районного центра — пгт Оловянная.

## Основная информация
В 1872—1918 годах — Улятуевская станица 2-го военного отделения Забайкальского казачьего войска. Действует лесничество Оловяннинского лесхоза. Имеются: средняя школа, Дом культуры, фельдшерско-акушерский пункт. Основное занятие жителей — сельское хозяйство, пр-во в коллективном (ООО «Улятуй») и личных подсобных хозяйствах. В Улятуе находятся исторические памятники: — братская могила (7 партизан, расстрелянных семеновцами), памятники В. И. Ленину и воинам-землякам, павшим в Великой Отечественной войне.

## Население
| 2002 | 2010 | 2021 |
| ---- | ---- | ---- |
| 1009 | ↘795 | ↘643 |